# Invasion de la Dominique (1761)
Pour l’article homonyme, voir Bataille de la Dominique.
Guerre de Sept Ans
Batailles
- Minorque (navale) (1756)
- Pirna (1756)
- Lobositz (1756)
- Reichenberg (1757)
- Prague (1757)
- Kolin (1757)
- Hastenbeck (1757)
- Gross-Jägersdorf (1757)
- Moys (1757)
- Rochefort (1757)
- Rossbach (1757)
- Breslau (1757)
- Leuthen (1757)
- Carthagène (navale) (1758)
- Olomouc (1758)
- Saint-Malo (1758)
- Rheinberg (1758)
- Krefeld (1758)
- Domstadl (1758)
- Cherbourg (1758)
- Zorndorf (1758)
- Saint-Cast (1758)
- Tornow (1758)
- Lutzelberg (1758)
- Hochkirch (1758)
- Bergen (1759)
- Kay (1759)
- Minden (1759)
- Kunersdorf (1759)
- Neuwarp (navale) (1759)
- Hoyerswerda (1759)
- Baie de Quiberon (navale) (1759)
- Maxen (1759)
- Meissen (1759)
- Glatz (1760)
- Landshut (1760)
- Corbach (1760)
- Emsdorf (1760)
- Dresde (1760)
- Warburg (1760)
- Liegnitz (1760)
- Rhadern (1760)
- Berlin (1760)
- Kloster Kampen (1760)
- Torgau (1760)
- Belle-Île (1761)
- Langensalza (1761)
- Cassel (1761)
- Grünberg (1761)
- Villinghausen (1761)
- Ölper (1761)
- Kolberg (1761)
- Wilhelmsthal (1762)
- Burkersdorf (1762)
- Lutterberg (1762)
- Reichenbach (1762)
- Almeida (1762)
- Valencia de Alcántara (1762)
- Nauheim (1762)
- Vila Velha de Ródão (1762)
- Cassel (1762)
- Freiberg (1762)

- Jumonville Glen (1754)
- Fort Necessity (1754)
- Fort Beauséjour (1755)
- 8 juin 1755
- Monongahela (1755)
- Petitcoudiac (1755)
- Lac George (1755)
- Fort Bull (1756)
- Fort Oswego (1756)
- Kittanning (1756)
- En raquettes (1757)
- Pointe du Jour du Sabbat (1757)
- Fort William Henry (1757)
- German Flatts (1757)
- Lac Saint-Sacrement (1758)
- Louisbourg (1758)
- Le Cran (1758)
- Fort Carillon (1758)
- Fort Frontenac (1758)
- Fort Duquesne (1758)
- Fort Ligonier (1758)
- Québec (1759)
- Fort Niagara (1759)
- Beauport (1759)
- Plaines d'Abraham (1759)
- Sainte-Foy (1760)
- Neuville (1760)
- Ristigouche (navale) (1760)
- Mille-Îles (1760)
- Signal Hill (1762)

- Cap-Français (1757)
- Martinique (1759)
- Guadeloupe (1759)
- Dominique (1761)
- Martinique (1762)
- Cuba (1762)

- Chandernagor (1757)
- Plassey (1757)
- Gondelour (1758)
- Négapatam (navale) (1758)
- Condore (1758)
- Madras (1758)
- Pondichéry (navale) (1759)
- Masulipatam (1759)
- Chinsurah (1758)
- Wandiwash (1760)
- Pondichéry (1760-1761)
- Manille (1762)

- Saint-Louis (1758)
- Gorée (1758)
- Gambie

L'invasion de la Dominique en 1761 est menée par les Britanniques dans le cadre d'une opération militaire lancée au cours de la guerre de Sept Ans.

## Prélude
Fin 1760, la conquête du Canada est terminée et de nombreuses troupes britanniques restent positionnées en Amérique du Nord.
Au début de l'année 1761, William Pitt, alors ministre de la Guerre britannique, informe Jeffery Amherst, commandant en chef des forces britanniques en Amérique du Nord, que ses troupes seront requises à l'automne en prévision de la conquête de la Dominique, de Sainte-Lucie et de la Martinique. Amherst doit envoyer sans tarder 2 000 hommes en Guadeloupe, déjà aux mains des Britanniques depuis son invasion en 1759. Il doit ensuite planifier avec le gouverneur de l'île la meilleure façon pour capturer la Dominique et Sainte-Lucie.

## Expédition
Au début du mois de juin 1761, les transports de troupe quittent l'Amérique pour rejoindre la Guadeloupe, mais la flotte est dispersée par une tempête. Le 3 juin, quatre navires arrivent, menés par Andrew Rollo, qui vient d'être nommé par Amherst pour diriger la force militaire d'invasion.
Le 4 juin, l'ensemble des vaisseaux britanniques, plus un venu de Guadeloupe, prennent la mer sous l'escorte de l'escadre du commodore James Douglas, amiral des îles Sous-le-Vent. La force britannique était constituée des:
- 22nd Regiment of Foot
- 94th Vaughan's Regiment of Foot
- un détachement de la garnison en Guadeloupe (300 hommes)
- les Higlanders (400 hommes)

Le 6 juin à midi, les navires arrivent au large de Roseau, et ses habitants sont sommés de se rendre. Les Français répondent par leurs batteries de canons et d'autres défenses (qui comprennent quatre lignes de retranchements l'une au-dessus de l'autre). Rollo fait débarquer ses hommes qui pénètrent dans la ville. Craignant que les Français ne reçoivent des renforts durant la nuit, il décide alors, bien qu'il soit déjà tard, de lancer l'assaut sur les retranchements immédiatement. Il attaque et chasse les Français tout en subissant de minimes pertes. Le commandant français et son second sont faits prisonniers. À la suite de cette attaque toute résistance cesse.
Le 7 juin, la Dominique jure allégeance au roi George III.

## Après-guerre
Contrairement à la Martinique et à la Guadeloupe qui furent rendues à la France lors de la signature du traité de Paris en 1763, la Dominique resta possession britannique jusqu'à la guerre d'indépendance des États-Unis, où les Français la reprirent en 1778. Elle sera cependant rendue aux Britanniques en 1784, en application du nouveau traité de Paris signé en 1783, et deviendra finalement indépendante en 1978.

### Sources et bibliographie
- (en)  J. W. Fortescue, A History of the British Army Vol. II, MacMillan, Londres, 1899, p. 538–541.
- (en) British expedition against Dominica
- (en) David Marley, Wars of the Americas: A Chronology, ABC-CLIO, 1er août 1998, 722 pages, [lire en ligne], p. 288